# Запрудново (Вологодская область)
Запрудново — деревня в Грязовецком районе Вологодской области.
Входит в состав Ростиловского муниципального образования, с точки зрения административно-территориального деления — в Ростиловский сельсовет.
Расстояние по автодороге до районного центра Грязовца — 13 км, до центра муниципального образования Ростилово — 6 км. Ближайшие населённые пункты — Желтиково, Горка, Корнильевская Слобода.
По данным переписи в 2002 году постоянного населения не было.